# Obszön Geschöpf
Obszön Geschöpf (também conhecido como OG) é um projeto musical criado por Remzi Kelleci em 1996, em Bolonha-sobre-o-Mar, França. 

## História
Kelleci gravou seu primeiro CD como uma demo em 2000 chamado Day of Suffering, independentemente. O selo francês La Chambre Froide lançou Yell of Fright em 2003. Son of Evil foi lançado pela gravadora americana BLC Productions. No outono de 2005, Obszön Geschöpf lançou Tomb of The Dead. 
Kelleci gerencia a banda sob o nome legal "Mortuary Records". Após montar um line-up ao vivo, Kelleci e o OG tocaram em várias cidades europeias em 2009 e lançam seu quarto álbum, Erection Body Mutilated pela BLC Productions no final de 2009, que possui dois discos, com o segundo composto de remixes de músicas do primeiro. 
Durante a primavera de 2010, o OG assinou um acordo com a gravadora alemã Twilight Vertrieb para lançar seu quinto álbum, Symphony of Decay, lançado no verão do mesmo ano. O álbum foi produzido por Andy Classen, mesmo produtor do grupo Krisiun, nos estúdios State One. O álbum inclui remixes de Skrew e Richard Thomas, do Ventana e Mushroomhead, respectivamente. O OG excursionou pelos Estados Unidos em março de 2011 para promover seu último álbum. 

## Integrantes
- Remzi Kelleci - sintetizadores e vocais
- Matthieu Merklen - baixo

## Estilo musical
O OG a princípio seria um projeto voltado para o metal industrial, mas a falta de um guitarrista fixo nos primórdios da banda fez a ocasião para a entrada das batida fortes do EBM. Posteriormente com a adição de novos elementos fixos na banda, o OG retornou as origens e passou a criar metal com a adição de poucos elementos da música industrial. As letras são agressivas e focam críticas sociais, terror e morte. 
Atualmente a banda é descrita como uma mescla das bandas de thrash metal, como o Slayer, Pantera, Exhorder, Dark Angel, e Exodus e bandas de metal industrial e nu metal, como Nine Inch Nails, Fear Factory, White Zombie, Die Krupps, KMFDM, Slipknot e Clawfinger. 
"Obszön Geschöpf" é uma tradução incorreta de "criatura obscena" do alemão. O correto é Obszönes Geschöpf.

## Discografia
O grupo musical lançou 5 álbuns de estúdio e 1 demo.
| Ano  | Álbum                                        | Gravadora                    |
| ---- | -------------------------------------------- | ---------------------------- |
| 2000 | Day of Suffering (Demo)                      |                              |
| 2003 | Yell of Fright                               | La Chambre Froide            |
| 2004 | Son of Evil                                  | BLC Productions              |
| 2005 | Tomb of the Dead                             | Twilight-Vertrieb            |
| 2009 | Erection Body Mutilated (Back From the Dead) | BLC/E-Noxe                   |
| 2010 | Symphony of Decay                            | Twilight / Twilight-Vertrieb |